# Греко-римская борьба на летних Олимпийских играх 1952 — до 87 кг
Соревнования по греко-римской борьбе в рамках Олимпийских игр 1952 года в полутяжёлом весе (до 87 килограммов) прошли в Хельсинки с 24 по 27 июля 1952 года в «Exhibition Hall I».
Турнир проводился по системе с начислением штрафных баллов. За чистую победу штрафные баллы не начислялись, за победу по очкам борец получал один штрафной балл, за любое поражение (по очкам со счётом 2-1, со счётом 3-0 или чистое поражение) — три штрафных балла. Борец, набравший пять штрафных баллов, из турнира выбывал. Трое оставшихся борцов выходили в финал, проводили встречи между собой. Схватка по регламенту турнира продолжалась 15 минут. Если в течение первых десяти минут не было зафиксировано туше, то судьи могли определить борца, имеющего преимущество. Если преимущество никому не отдавалось, то назначалось шесть минут борьбы в партере, при этом каждый из борцов находился внизу по три минуты (очередность определялась жребием). Если кому-то из борцов было отдано преимущество, то он имел право выбора следующих шести минут борьбы: либо в партере сверху, либо в стойке. Если по истечении шести минут не фиксировалась чистая победа, то оставшиеся четыре минуты борцы боролись в стойке.
В полутяжёлом весе боролись 10 участников. Фаворитом мог рассматриваться действующий олимпийский чемпион, швед Карл-Эрик Нильссон. Он, а также финн Келпо Грёндаль и советский борец, 40-летний ветеран Шалва Чихладзе вышли в финал. Нильссон уступил и финну, и советскому борцу, и остался на третьем месте. В финальной встрече между Чихладзе и Грёндалем судьи раздельным решением, после почти часового совещания  отдали победу финскому борцу. 

## Призовые места
- Келпо Грёндаль (FIN)
- Шалва Чихладзе (URS)
- Карл-Эрик Нильссон (SWE)

## Первый круг
| Штрафных баллов | Участник 1               | Результат   | Участник 2         | Штрафных баллов |
| --------------- | ------------------------ | ----------- | ------------------ | --------------- |
| 1               | Майкл Скафф (LIB)        | 2-1         | Овидиу Форай (ROU) | 3               |
| 1               | Карл-Эрик Нильссон (SWE) | 3-0         | Дюла Ковач (HUN)   | 3               |
| 1               | Умберто Сильвестри (ITA) | 2-1         | Исмет Атлы (TUR)   | 3               |
| 0               | Келпо Грёндаль (FIN)     | Туше (3:30) | Жос Шуммер (LUX)   | 3               |
| 0               | Шалва Чихладзе (URS)     | Туше (9:22) | Макс Ляйхтер (GER) | 3               |

## Второй круг
| Штрафных баллов | Участник 1               | Результат   | Участник 2               | Штрафных баллов |
| --------------- | ------------------------ | ----------- | ------------------------ | --------------- |
| 3               | Дюла Ковач (HUN)         | Туше (2:40) | Майкл Скафф (LIB)        | 4               |
| 2               | Карл-Эрик Нильссон (SWE) | 3-0         | Овидиу Форай (ROU)       | 6               |
| 3               | Исмет Атлы (TUR)         | Туше (2:15) | Жос Шуммер (LUX)         | 6               |
| 1               | Шалва Чихладзе (URS)     | 3-0         | Умберто Сильвестри (ITA) | 4               |
| 1               | Келпо Грёндаль (FIN)     | 3-0         | Макс Ляйхтер (GER)       | 6               |

## Третий круг
| Штрафных баллов | Участник 1               | Результат   | Участник 2               | Штрафных баллов |
| --------------- | ------------------------ | ----------- | ------------------------ | --------------- |
| 2               | Карл-Эрик Нильссон (SWE) | Туше (4:40) | Майкл Скафф (LIB)        | 7               |
| 4               | Дюла Ковач (HUN)         | 3-0         | Исмет Атлы (TUR)         | 6               |
| 1               | Келпо Грёндаль (FIN)     | Туше (2:18) | Умберто Сильвестри (ITA) | 7               |
| 1               | Шалва Чихладзе (URS)     | Пропускал   |                          |                 |

## Четвёртый круг
| Штрафных баллов | Участник 1           | Результат | Участник 2               | Штрафных баллов |
| --------------- | -------------------- | --------- | ------------------------ | --------------- |
| 5               | Дюла Ковач (HUN)     | 3-0       | Шалва Чихладзе (URS)     | 4               |
| 2               | Келпо Грёндаль (FIN) | 2-1       | Карл-Эрик Нильссон (SWE) | 5               |

## Финал

### Встреча 1
| Штрафных баллов | Участник 1           | Результат   | Участник 2               | Штрафных баллов |
| --------------- | -------------------- | ----------- | ------------------------ | --------------- |
| 4               | Шалва Чихладзе (URS) | Туше (2:39) | Карл-Эрик Нильссон (SWE) | 8               |
| 2               | Келпо Грёндаль (FIN) | Пропускал   |                          |                 |

### Встреча 2
| Штрафных баллов | Участник 1               | Результат | Участник 2           | Штрафных баллов |
| --------------- | ------------------------ | --------- | -------------------- | --------------- |
| 3               | Келпо Грёндаль (FIN)     | 2-1       | Шалва Чихладзе (URS) | 7               |
| 8               | Карл-Эрик Нильссон (SWE) | Пропускал |                      |                 |